# Томтор (Дулгаласький наслег)
Томтор (рос. Томтор) — село Верхоянського улусу, Республіки Саха Росії. Входить до складу Дулгаласького наслегу.
Населення —  454 особи (2002 рік). 
Село розташоване за 232 кілометри від адміністративного центру улусу — міста Верхоянська.